# Auguste van Werveke

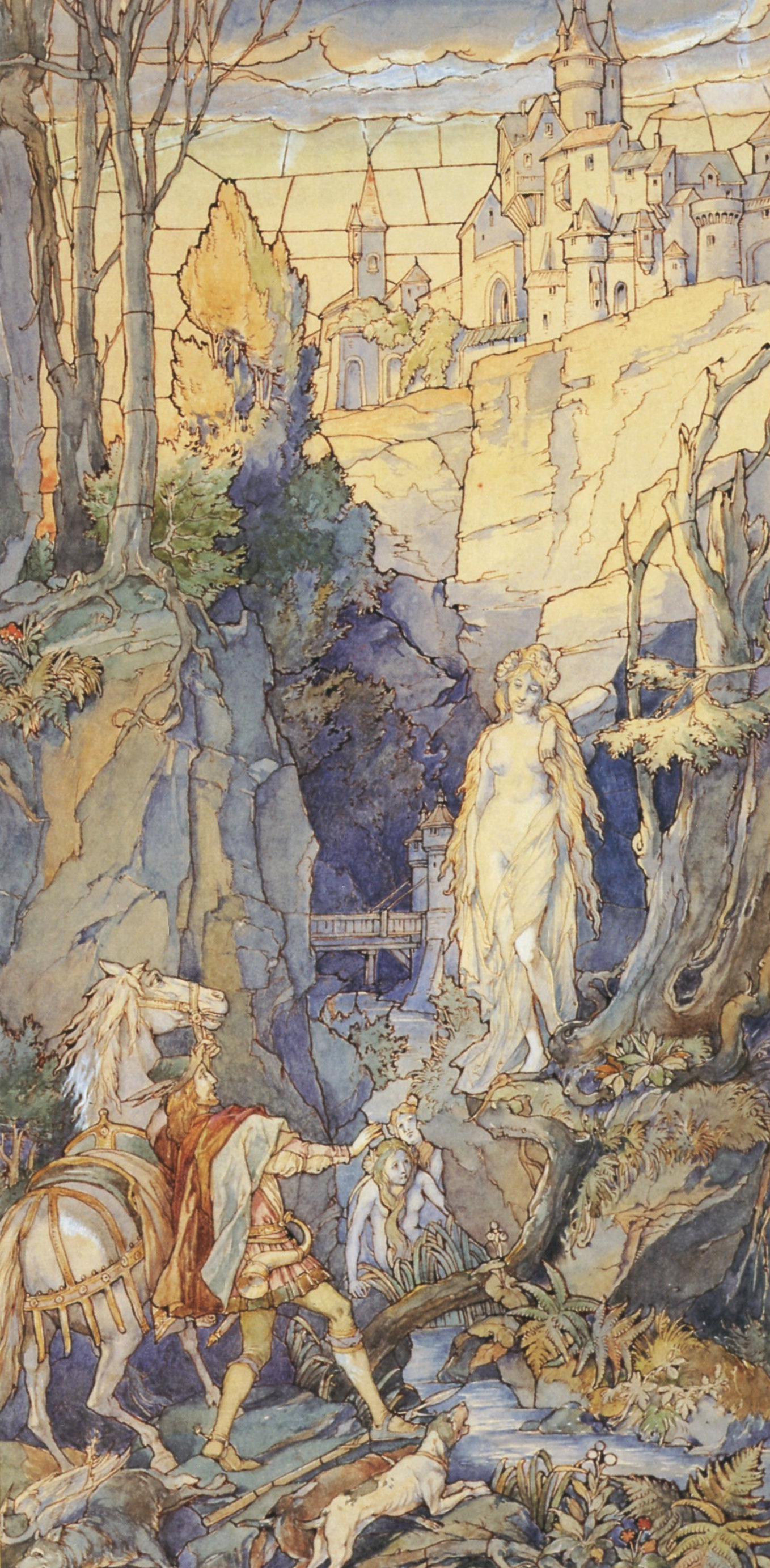
Melusina, aquarel

August Leopold Van Werveke (Grund, 2 augustus 1866 – Luxemburg-Stad, 30 januari 1927) was een Luxemburgs architect, kunstschilder, tekenaar en docent.

## Leven en werk
Auguste van Werveke werd geboren in Grund, dat in 1920 werd ingelijfd als een van de stadsdelen van Luxemburg-Stad. Hij was een zoon van de uit België afkomstige gevangenbewaarder Thierry August Van Werveke en de Luxemburgse Sophie Caroline Dupont, en jongere broer van historicus Nicolas en geoloog Leopold van Werveke. Hij werd opgeleid aan het Athénée royal grand-ducal, studeerde schilderkunst en architectuur aan de kunstacademie Düsseldorf en vervolgde zijn studie aan de École française de Rome. Hij trouwde met Marguerithe Kellen (1866-1896), dochter van Jean Baptiste Kellen, en na haar overlijden in 1900 met Margaretha Johanna (Jeannette) Hanno (1870-1921). Uit het eerste huwelijk werd de journalist Gust van Werveke geboren. Na zijn studie ging Van Werveke aan het werk als architect. Vanaf 1902 was hij daarnaast tekenleraar, hij gaf les aan het Luxemburgs gymnasium en het Lycée des Arts et Métiers en was docent bouwconstructie aan de Technische Oberkurse.
Van Werveke behoorde in 1893 met de architecten Jean-Pierre Knepper, Jean-Pierre Koenig, Charles Mullendorff en Georges Traus, auteurs Pol Clemen, Nicolas Liez en Batty Weber, beeldhouwer Jean-Baptiste Wercollier, glaskunstenaar Pierre Linster, de schilders Pierre Blanc, Reginald Bottomley, Michel Engels, Michel Heiter, Franz Heldenstein, Jean-Pierre Huberty en André Thyes en tekenaar Eugène Kurth tot de stichtende leden van de Cercle Artistique de Luxembourg. Hij schilderde landschappen, in aquarel en pastel, en maakte pen- en potloodtekeningen en boekillustraties. In 1907 ontvingen hij en Jean Curot naar aanleiding van hun bijdrage aan de salon du CAL de Prix Grand-Duc Adolphe. In 1913 behaalde hij met architect Jean-Pierre Koenig een tweede plaats bij een ontwerpwedstrijd voor een volkssanatorium in Wiltz. In 1925 ontving hij de grand prix voor zijn ontwerp van de Luxemburgse rozentuin voor de wereldtentoonstelling in Parijs.
Augste van Werveke overleed op zestigjarige leeftijd, hij werd begraven op de Cimetière Notre-Dame. In 2002 werd de Fondation Auguste van Werveke-Hanno opgericht, die beurzen voor architectuur- en kunststudenten toekent.

## Enkele werken
- arbeiderskolonie in Steinfort.
- basisschool in Grevenmacher.

## Galerij

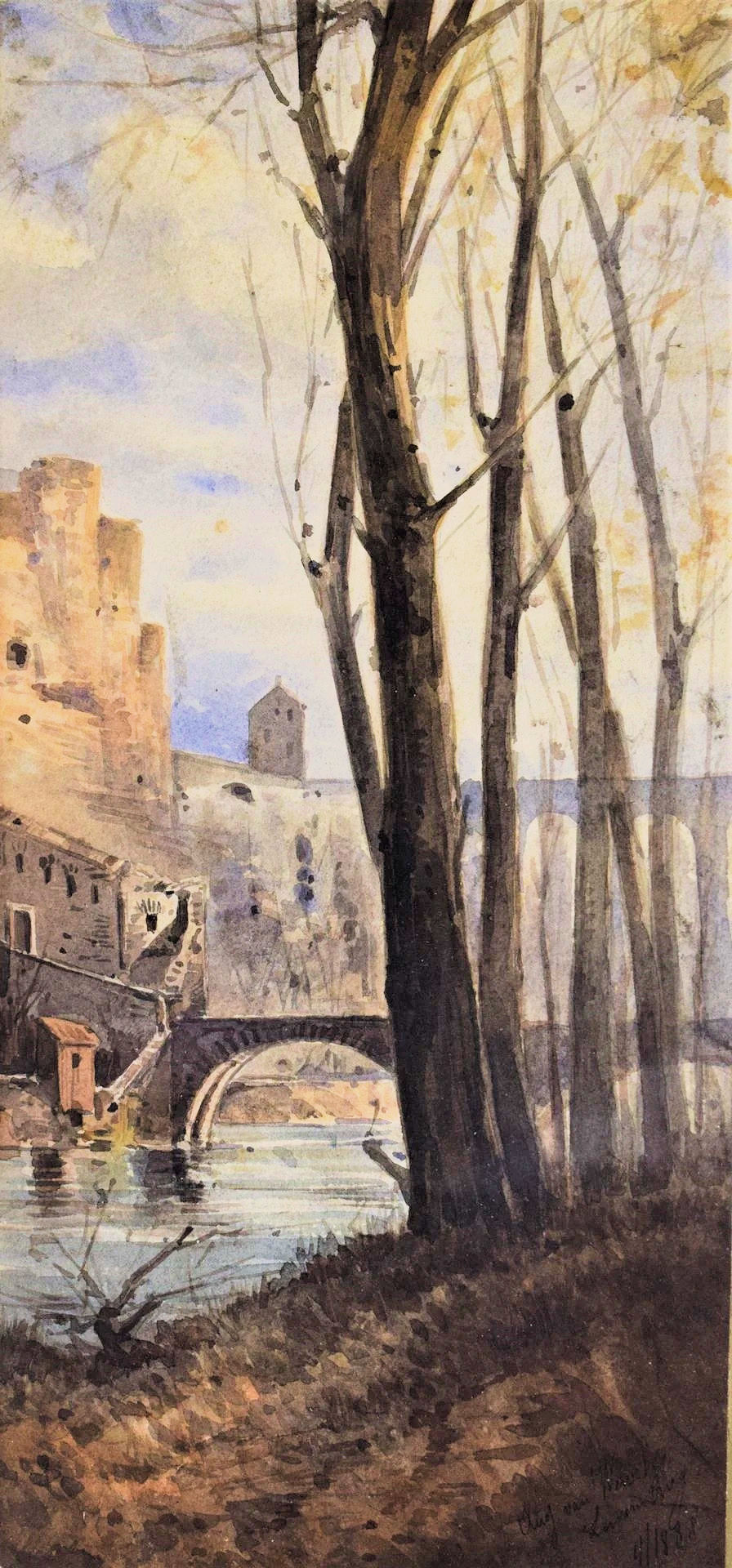
Vue de la Corniche depuis le Grund (1888)
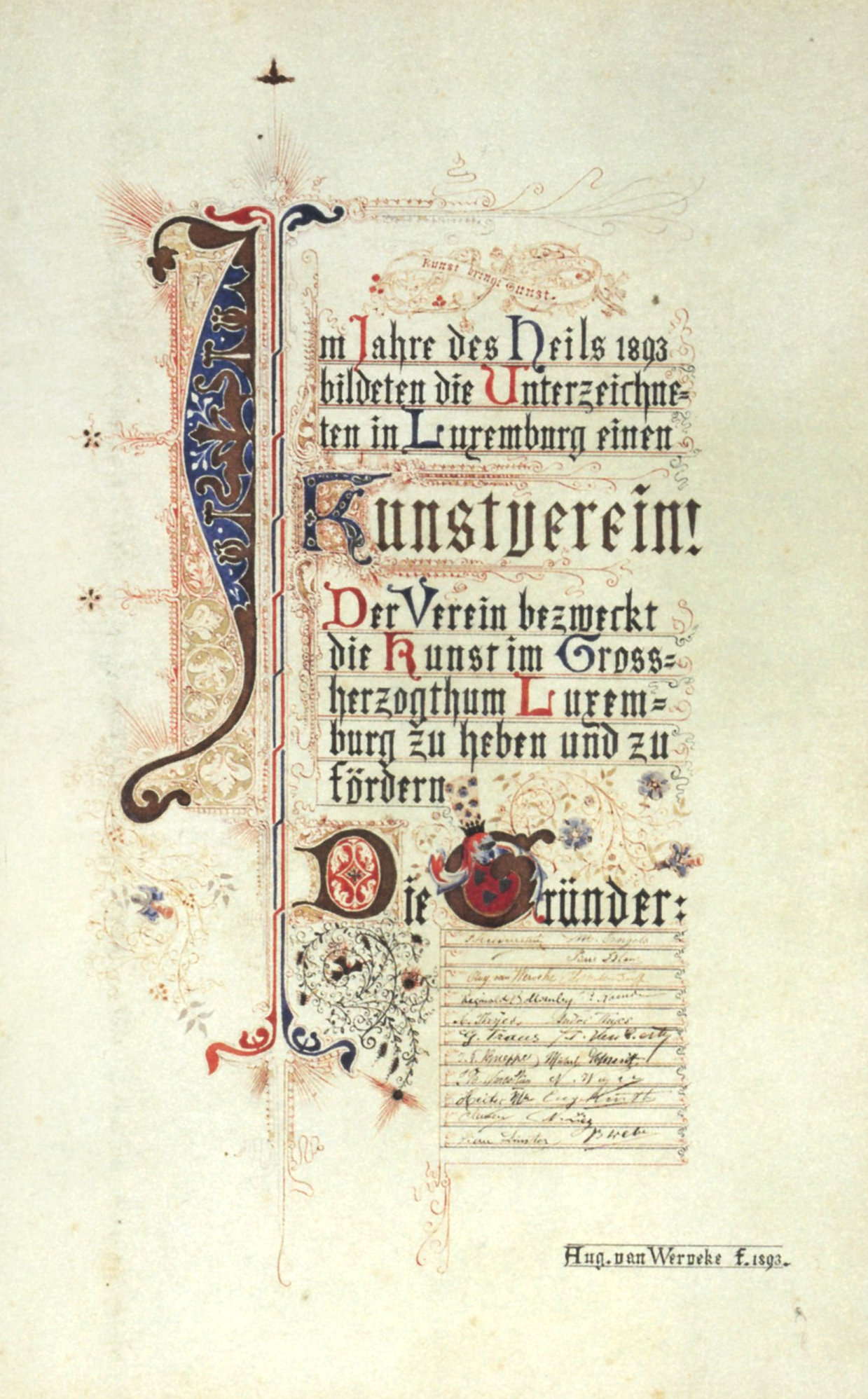
Oorkonde van de Cercle Artistique de Luxembourg (1893)
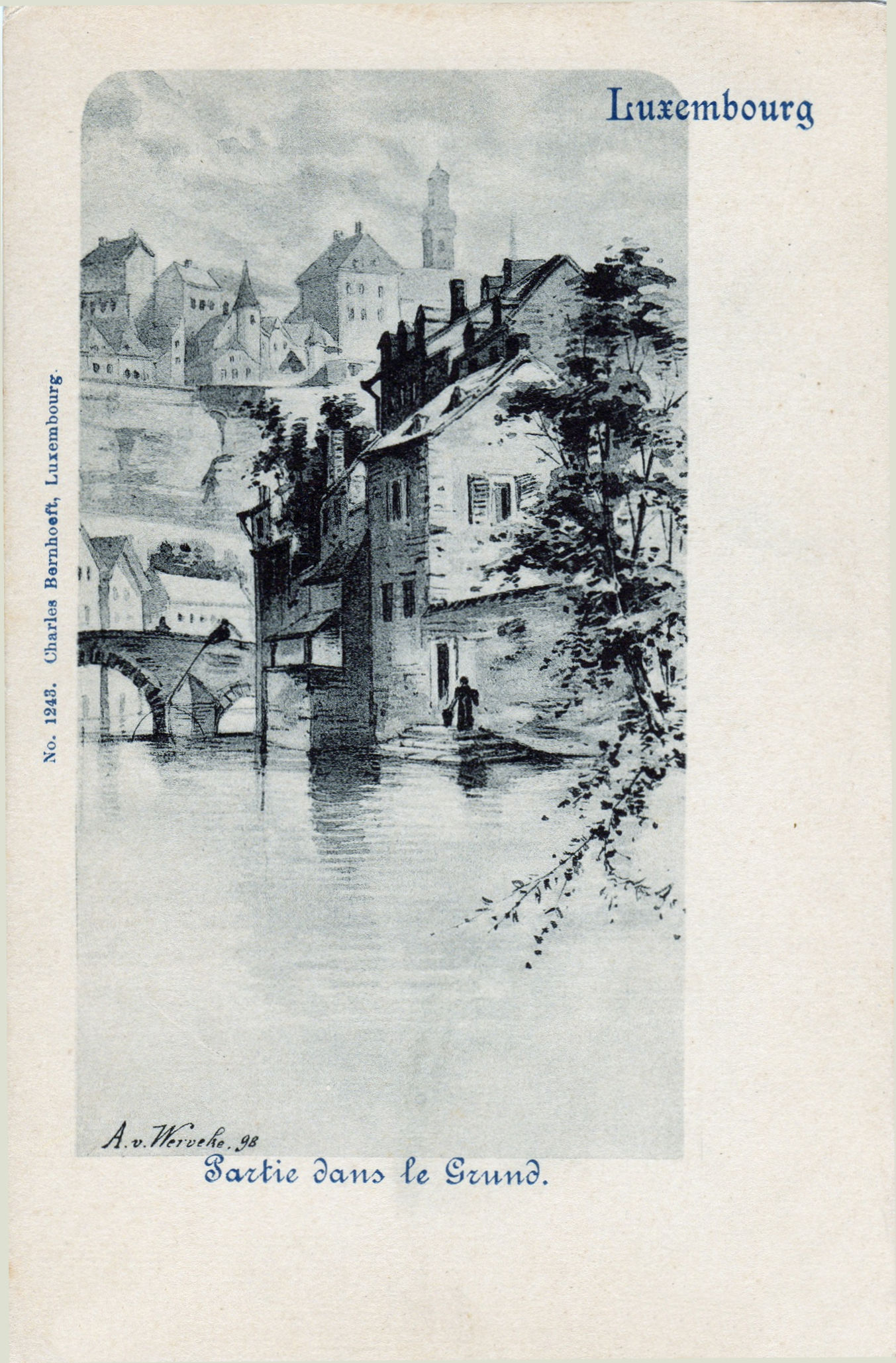
Partie dans le Grund (1898), ansichtkaart
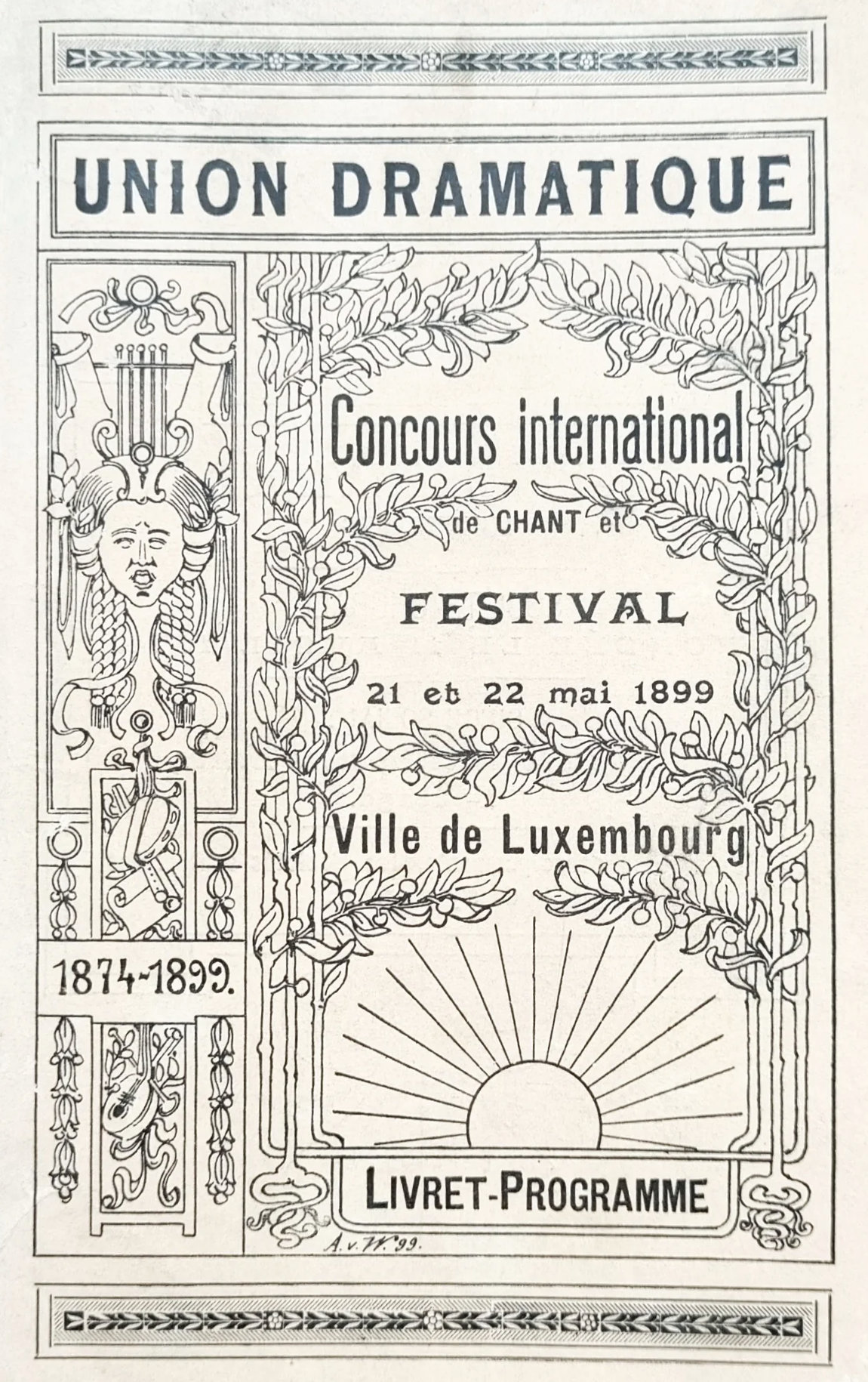
Voorblad van een programmaboekje van de Union dramatique (1899)
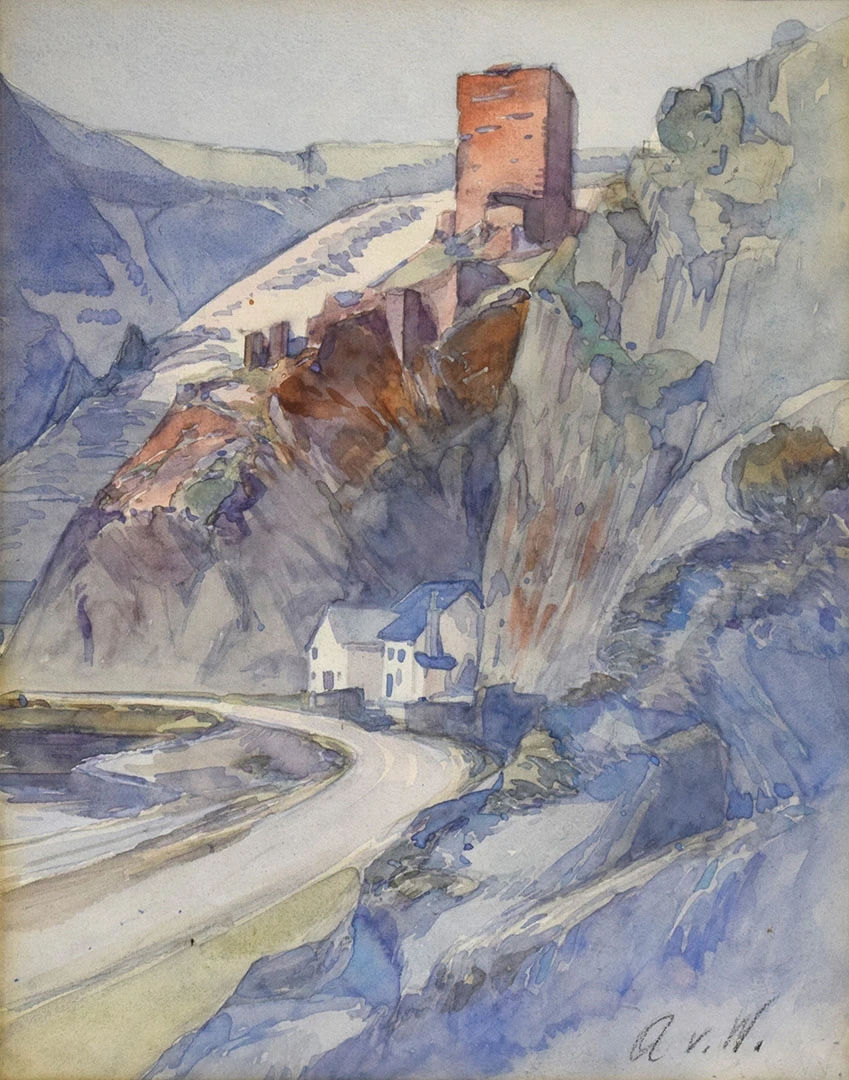
Esch-sur-Sûre
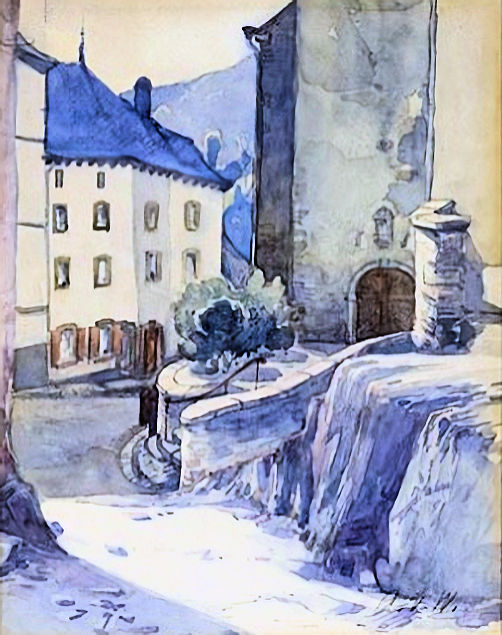
Rue de l'Église, Esch-sur-Sûre
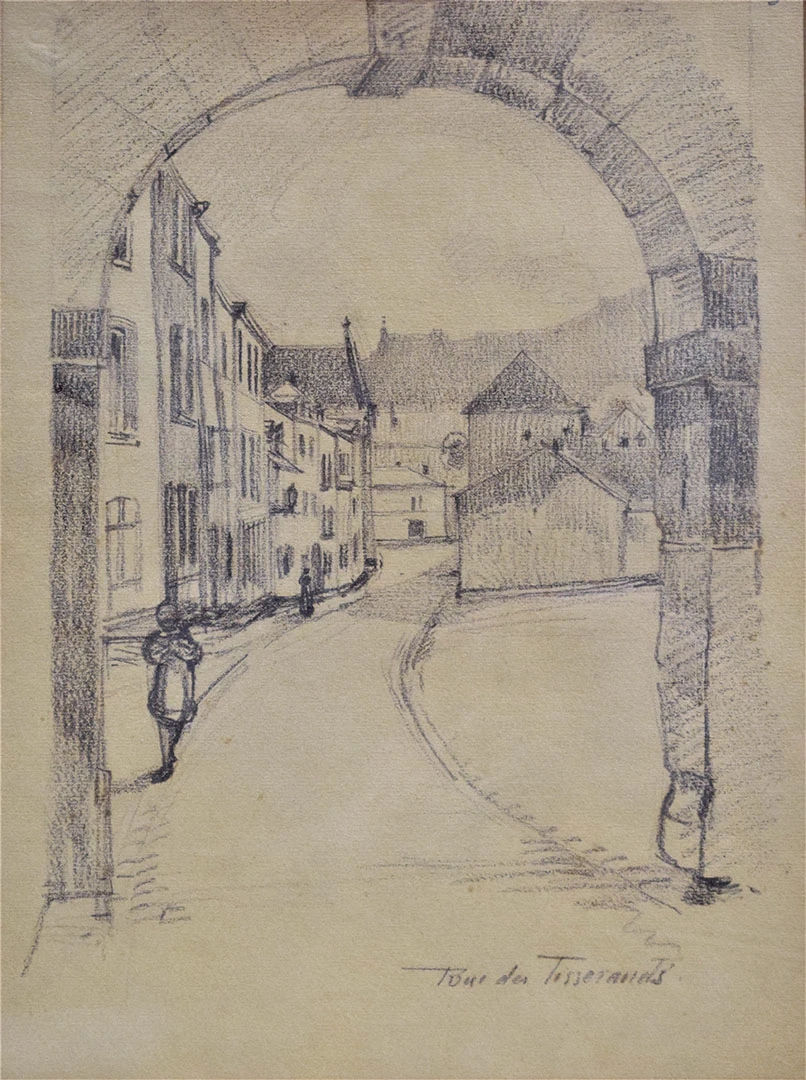
Rue des Tisserands

- Musée national d'archéologie, d'histoire et d'art: lkl005429